# 歐洲標準
欧洲标准 （簡稱歐標，缩写为EN ，来自德語 ，意為欧洲规范）  是指由三个欧洲標準組織歐洲標準委員會、欧洲电信标准协会和欧洲电工标准化委员会批准的技术标准。只要由三個欧洲標準組織任意一家批准的技术标准就可以稱為歐洲標準。歐洲標準適用於所有欧洲联盟成员国。